# Карл, Лашель
Лашель Карл (англ. Lachele Carl, /ləˈʃɛl ˈkɑːrl/; родилась в городе Питтсбург, Пенсильвания, США) — американская актриса, проживающая в Англии, сыграла Тринити Уэллс в сериале «Доктор Кто» и его спин-оффах «Приключения Сары Джейн» и «Торчвуд».

## Ранние годы
Лашель родилась в Питтсбурге. Окончила Point Park University в 1982 году.  В 1985 году она переехала в Англию и присоединилась к театральной компании TNT.

## Карьера
Лашель сыграла роль Тринити Уэллс в британском научно-фантастическом сериале «Доктор Кто», ее персонаж стал первым, кто появился также в «Приключения Сары Джейн» и «Торчвуд». Также снималась в сериале «Грэндж Хилл», в фильме «Бэтмен» 1989 года, в 2006 году снималась в фильме «Вскрытие пришельца». В 2022 году сыграла роль Агнес в сериале от студии Netflix «Уэнздей».

## Личная жизнь
Лашель со своим мужем Алехандро Виньяо живёт в Крауч-Энде, на севере Лондона. У них есть сын.

## Фильмография
| Год  | Название              | Роль                 |
| ---- | --------------------- | -------------------- |
| 1982 | Полночь               | Сандра Кэррингтон    |
| 1989 | Бэтмен                | телевизионный техник |
| 1991 | Поцелуй перед смертью | Репортер             |
| 2001 | Эпилог                | Стажёр 4             |
| 2006 | Вскрытие пришельца    | Ведущая новостей     |
| 2016 | Отрицание             | Глория               |
| 2018 | Псы под прикрытием    | Директор ФБР         |

## Телевидение
| Год       | Название               | Роль            | Примечания                                    |
| --------- | ---------------------- | --------------- | --------------------------------------------- |
| 1987      | Star Cops              | Сьюзан Кэкстон  | Эпизод: «Little Green Men and Other Martians» |
| 1991      | Грэндж Хилл            | Сесиль          | Повторяющаяся роль; 3 эпизода                 |
| 2005–2025 | Доктор Кто             | Тринити Уэллс   | Повторяющаяся роль                            |
| 2007–2008 | Приключения Сары Джейн | Тринити Уэллс   | Повторяющаяся роль; 2 эпизода                 |
| 2009      | Торчвуд                | Тринити Уэллс   | Повторяющаяся роль; 2 эпизода                 |
| 2009      | Филантроп              | Луиза Фараби    | Эпизод: «Сан-Диего»                           |
| 2013      | Послы                  | Петра           | Мини-сериал; 3 эпизода                        |
| 2014      | Холби Сити             | Ким Кибл        | Эпизод: «Cold Heart, Warm Hands»              |
| 2017      | Модус                  | Лори Рид        | Повторяющаяся роль; 5 эпизодов                |
| 2018–2019 | В пустыне смерти       | Витания         | Повторяющаяся роль; 5 эпизодов                |
| 2020      | Плоть и кровь          | Доктор          | Мини-сериал; 1 эпизод                         |
| 2022      | Уенздей                | Агнес           | Эпизод: «Quid Pro Woe»                        |
| 2024      | Вуаль                  | Начальник штаба | Эпизод: «Grandfather's House»                 |